# James Aguet
James-Édouard Aguet (Firenze, 10 september 1848 - San Felice Circeo, 15 maart 1932) was een Zwitsers bankier en ondernemer die vooral in Italië actief was.

## Biografie
James-Édouard Aguet werd in Firenze geboren maar bracht zijn schooltijd door in Triëst. Later verbleef hij een tijdje in Zwitserland en in de Duitse staten. In 1868 ging hij aan de slag bij de bank van de Zwitserse bankier Ulrich Geisser in Turijn. Later zou hij nog co-directeur worden van deze bank. In 1889 verhuisde Aguet naar Rome.
Als bankier en industrieel was Aguet betrokken bij de oprichting van vele nieuwe ondernemingen in Italië, vooral in de sector van de gas en de elektriciteit en de voedingssector. Zo as hij  bijvoorbeeld in 1904 mede-oprichter van de Société Romande d'électricité. Hij zetelde ook in vele raden van bestuur bij zulke bedrijven, zoals bijvoorbeeld bij de Società degli agricoltori italiani. Ook was hij een van de pioniers in het droogleggen van de Pontijnse moerassen.
Aguet was ook gedurende een lange tijd een vertrouwensman tussen de Zwitserse en de Italiaanse overheden. Hiervoor werd hij in 1927 onderscheiden als grootofficier in de Orde van de Italiaanse Kroon. Hij werkte eveneens voor een aantal Romandische en Italiaanse kranten.
Hij was een broer van bankier en ondernemer Gustave Aguet. In 1875 trad hij in het huwelijk met Elena Gwosdanovitch, afkomstig van Odessa. In 1931 werd hij benoemd tot ereburger van San Felice Circeo, waar hij een jaar later zou overlijden op 83-jarige leeftijd.

## Onderscheidingen
- Italië: grootofficier in de Orde van de Italiaanse Kroon (1927)
- Italië: ereburger van San Felice Circeo (1931)

## Werken
- De la Suppression de la frappe de l'or afin d'arrêter le Renchérissement de la vie et des mesures à prendre pour éviter les crises monétaires, 1911.
- La Terra ai contadini. Il passato, il presente e l'avvenire della proprietā in Italia, 1920.
- Sul progetto di legge Micheli-Mauri per la transformazione del latifondo, 1922.
- La situation économique de l'Italie, 1923.

- Base de données des élites suisses: 50637
- Gemeinsame Normdatei: 1080251308
- Historisch woordenboek van Zwitserland: 030691
- Système universitaire de documentation: 240405137
- Virtual International Authority File: 87145067165766630815